# Victor von Eck
Theodor Victor Balthasar von Eck (* 13. August 1813 auf dem Erlenhof bei Mappershain; † 23. August 1893 in Wiesbaden) war ein liberaler nassauischer Politiker und ehemaliger Abgeordneter der Landstände des Herzogtums Nassau.

## Leben
Victor von Eck besuchte die Gymnasien in Hadamar und (1828–1831) in Weilburg. Ab 1832 studierte Rechtswissenschaften an den Universitäten Bonn und Heidelberg und wurde 1839 Advokat am Hof- und Appellationsgericht Usingen. Ab 1851 war er Prokurator am Hof- und Appellationsgericht Wiesbaden. 1864 bis 1866 war er Mitglied des Beirates der Landesbankdirektion. 1873 wurde er zum Justizrat ernannt.

## Politik
1848 war er Mitglied des Vorparlaments. Zwischen 1848 und 1851 war er für den Wahlkreis IX (Usingen/Reichelsheim) Abgeordneter der Ständeversammlung, der zu dieser Zeit einzigen Kammer der Landstände des Herzogtums Nassau. Er gehörte dort der Fraktion "Club der Rechten" an. 1852 bis 1866 war er Mitglied der ersten Kammer der Landstände des Herzogtums Nassau (NFP).
Im Jahr 1887 war er Direktor des Vereins für nassauische Altertumskunde und Geschichtsforschung.

## Familie
Victor von Eck war der Sohn des Gutsbesitzers und nassauischen Landtagsabgeordneten Johann Friedrich Arnold August von Eck (1785–1870) und dessen Frau Amalie Viktoria geborene Grüter (1791–1852). Er heiratete am 26. Dezember 1852 in Köln Auguste geborene Poesgen (1829–1855), die Tochter des Kaufmanns Karl Poesgen.